# Vodní elektrárna Xingó
Vodní elektrárna Xingó (potrugalsky Usina Hidrelétrica de Xingó) je vodní dílo na řece São Francisco na severovýchodě Brazílie. Po instalaci všech jednotek bude nejvýkonnějším vodním dílem na kaskádě a čtvrtou největší vodní elektrárnou v Brazílii.

## Všeobecné informace
Vodní dílo Xingó se nachází v místě s povodím 609 386 km2, z celkové hodnoty povodí v řádu 630 000 km2. Přehradní jezero o ploše 60 km2 a objemu 1,8 km3, poskytuje užitečný objem pouze 41 milionů m3. Zajištění provozního průtoku bylo řešeno vybudováním vodních děl na vyšším povodí, především přehradních nádrží Tres Marias a Sobradinho.
Přehradní těleso se skládá z betonové hráze o výšce 140 m při pravém břehu, zemní sypané hráze a přelivové hráze s propustností 33 000 m3/s při levém břehu. Celková délka hráze je 3 623 m.
Ve strojovně o půdorysu 241 x 27 m a výšce 59 m pracuje na optimálním spádu 118 m šest Francisových turbín o hltnosti 500 m3/s a výkonu 535 MW. Průměr rotoru turbíny je 7,2 m.
Celkový výkon elektrárny je 3 162 MW. V plánu výstavby je instalace dalších čtyř agregátů, čímž stanovený výkon vzroste na 5 270 MW. 